# Fénix Renascida
Fénix Renascida ou Obras Poéticas dos Melhores Engenhos Portugueses é um cancioneiro seiscentista português, publicado sob a direção de Matias Pereira da Silva em cinco volumes, de 1716 a 1728.
Considerado o mais significativo de seu género à época, reúne, sem qualquer sistematização, poesias líricas, heróicas, satíricas e burlescas, religiosas e outras puramente narrativas. Muitas das composições são anónimas.
O título pomposo deixa transparecer as características da temática e do estilo barroco que enforma as composições: o petrarquismo, o erotismo muito realista, a caducidade da vida, temas fúteis (poesia de entretenimento), a sátira aos vícios da sociedade, motivos religiosos e históricos, temas todos tratados de forma ornamental, com o uso de metáforas, hipérboles, perífrases, troca de palavras, ou de forma engenhosa com o desdobramento de um conceito em várias ideias por meio de raciocínios artificiosos, até dar um imprevisto paradoxo. Esta característica justifica a designação aposta a este cancioneiro de Seiscentos - cancioneiro barroco.
Dos muitos autores que nele estão representados, destacam-se Francisco Rodrigues Lobo, D. Francisco Manuel de Melo, Jerónimo Baía, Dr. António Barbosa Bacelar e Francisco de Vasconcelos.